# Rallye Monte Carlo 2013

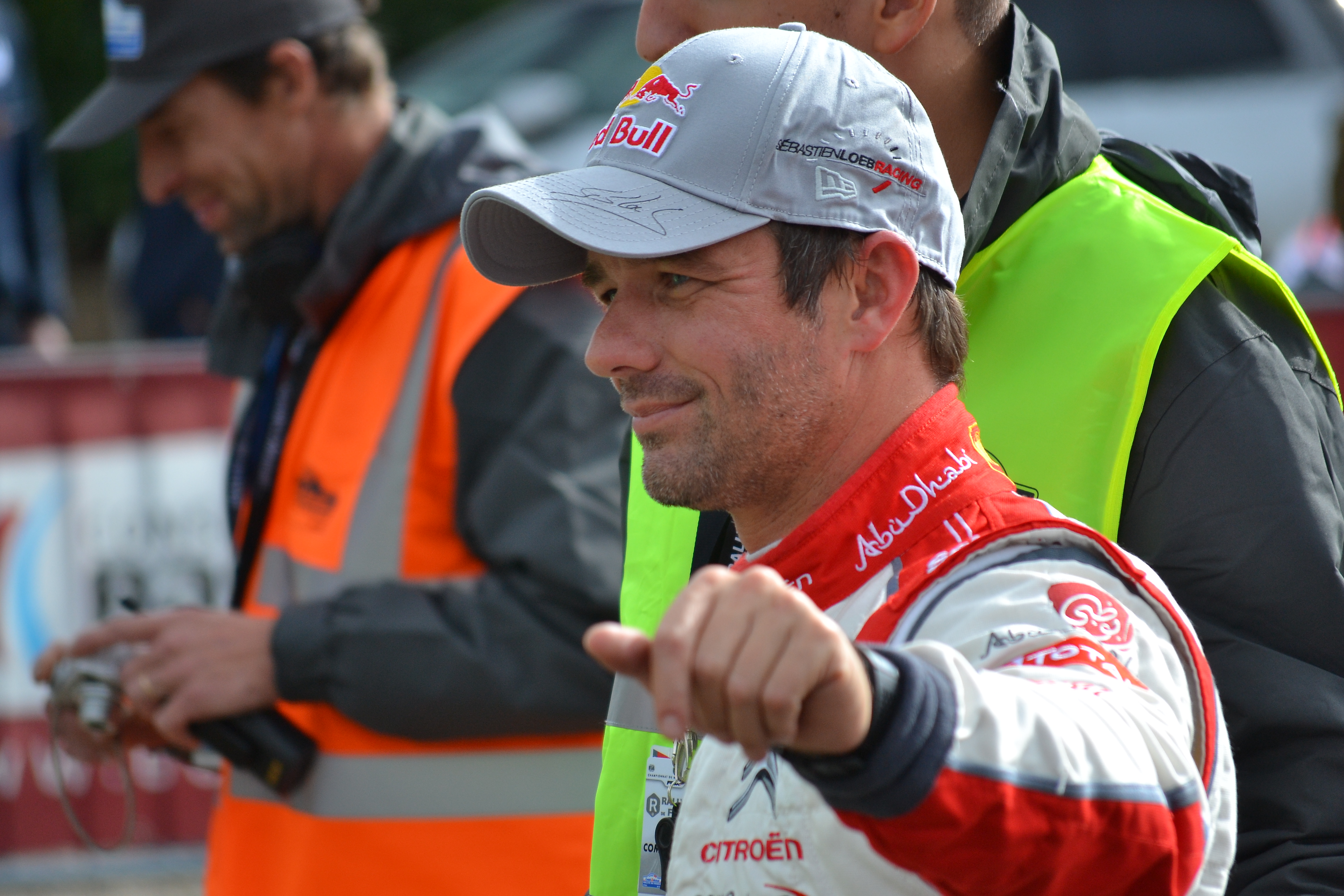
Sébastien Loeb

Die 81. Rallye Monte Carlo war der erste von 13 FIA-Weltmeisterschaftsläufen 2013. Die Rallye bestand aus 18 Wertungsprüfungen und wurde zwischen dem 15. und dem 20. Januar gefahren. Seit dem Jahr 2000 hat es nicht mehr so stark geschneit wie in diesem Jahr. Die Fahrer und Teams waren gefordert. Sébastien Loeb und Daniel Elena haben die Rallye bereits sechsmal gewonnen. Volkswagen debütierte in Monte Carlo und fuhr gleich auf das Podest, Sébastien Ogier belegte Platz 2 hinter Loeb. Die Rallye Monte Carlo war vor 40 Jahren, im Jahre 1973, der erste Rallye-Weltmeisterschaftslauf der Geschichte.

## Berichte

### 1. Tag (Mittwoch, 16. Januar)
Einige Probleme bei der Zeitmessung waren nicht die einzigen Erschwernisse am ersten Tag, auch Eis und Schnee machten den Fahrern und dem Organisator zu schaffen. Einige Abschnitte waren trocken, andere schneebedeckt. Sébastien Loeb gewann am Vormittag eine und am Nachmittag zwei Wertungsprüfungen und führte das Feld an. Die VW-Polo-Fahrer Sébastien Ogier und Jari-Matti Latvala konnten nicht mithalten mit Loeb. Latvala hatte einen Reifenschaden in der letzten Wertungsprüfung des Tages und fiel zurück. Mikko Hirvonen fährt auf Rang 3 hinter Ogier und Teamkollege Dani Sordo kommt auf Rang 4. Thierry Neuville muss sein Ford Fiesta RS bereits während der vierten Wertungsprüfung wegen technischem Defekt abstellen. Da in Monte Carlo kein Regel-2-Reglement angewendet wurde, war für Neuville nach dem ersten Tag bereits der 1. Weltmeisterschaftslauf der Saison 2013 vorbei.

### 2. Tag (Donnerstag, 17. Januar)
Mit eher verhaltenen Fahrten führt Loeb auch nach dem 2. Tag vor Ogier mit einem Vorsprung von 1:35 Minuten. Um den dritten Platz fuhren Dani Sordo, Evgeny Novikov und Mikko Hirvonen. Fast dreieinhalb Minuten lag Hirvonen hinter Teamkollege Loeb zurück. Weshalb Sordo und Hirvonen so viel langsamer waren, ebenfalls mit dem Citroën DS3, als Loeb ist ihnen unerklärlich. Juho Hänninen fuhr mit dem Ford Fiesta RS in der neunten Wertungsprüfung die erste Bestzeit seiner Karriere. Er lag auf dem siebten Gesamtrang.

### 3. Tag (Freitag, 18. Januar)
Loeb fährt seinem siebten Sieg in der Rallye Monte Carlo entgegen und hat bereits über 1:47 Minuten Vorsprung auf Ogier. Die zwölfte Wertungsprüfung war besonders rutschig und gefährlich. Trotzdem überholte Evgeny Novikov seinen nächsten Gegner Dani Sordo und lag auf Rang drei. Mads Østberg gelang auf der Wertungsprüfung von St. Nazaire le Desert die Bestzeit mit dem Ford Fiesta vom Team M-Sport.

### 4. Tag (Samstag, 19. Januar)
In seinem Abschiedsjahr gewinnt Loeb die Rallye Monte Carlo mit einem Vorsprung von 1:39 Minuten auf den Volkswagen-Pilot Sébastien Ogier. Am Nachmittag stand die Wertungsprüfung Col de Turini auf dem Programm. Regen fiel auf den Schnee und das machte die Straße fast unbefahrbar. Der auf Platz 3 liegende Evgeny Novikov sowie Jari-Matti Latvala und Juho Hänninen verunfallten und mussten die Rallye aufgeben. Wegen der vielen Ausfälle konnten die Fahrer Martin Prokop, Sepp Wiegand, Olivier Burri und Michał Kościuszko in die WM-Punkte-Ränge fahren. Die Nachtprüfung am Col de Turini wurde wegen der schwierigen Wetterverhältnisse und der zu zahlreichen Zuschauer abgesagt. Somit wurden keine Zusatzpunkte für die Powerstage vergeben. Eine Entscheidung, die von Fahrern und Teams unterstützt wurde.

### Siegerehrung (Sonntag, 20. Januar)
Die traditionelle Siegerehrung fand um 11 Uhr in Monaco statt auf dem Place du Palais mit Sébastien Loeb und Beifahrer Daniel Elena zuoberst auf dem Podest, Sébastien Ogier und Julien Ingrassia, sowie auf Platz drei Dani Sordo und Carlos del Barrio.

## Meldeliste
Nicht als WRC, WRC-2, WRC-3 oder WRC-Junior gemeldete Fahrzeuge wurden in dieser Liste nicht erfasst.
| Nr | Fahrer               | Beifahrer           | Auto                          | Team                        | Klasse |
| -- | -------------------- | ------------------- | ----------------------------- | --------------------------- | ------ |
| 1  | Sébastien Loeb       | Daniel Elena        | Citroën DS3 WRC               | Citroën Total Abu Dhabi WRT | WRC    |
| 2  | Mikko Hirvonen       | Jarmo Lehtinen      | Citroën DS3 WRC               | Citroën Total Abu Dhabi WRT | WRC    |
| 4  | Mads Østberg         | Jonas Andersson     | Ford Fiesta RS WRC            | Qatar M-Sport WRT           | WRC    |
| 5  | Evgeny Novikov       | Ilka Minor          | Ford Fiesta RS WRC            | M-Sport World Rally Team    | WRC    |
| 6  | Juho Hänninen        | Tomi Tuominen       | Ford Fiesta RS WRC            | Qatar World Rally Team      | WRC    |
| 7  | Jari-Matti Latvala   | Miikka Anttila      | Volkswagen Polo R WRC         | Volkswagen Motorsport       | WRC    |
| 8  | Sébastien Ogier      | Julien Ingrassia    | Volkswagen Polo R WRC         | Volkswagen Motorsport       | WRC    |
| 10 | Dani Sordo           | Carlos del Barrio   | Citroën DS3 WRC               | Citroën Total Abu Dhabi WRT | WRC    |
| 11 | Thierry Neuville     | Nicolas Gilsoul     | Ford Fiesta RS WRC            | Qatar World Rally Team      | WRC    |
| 12 | Michał Kościuszko    | Maciej Szczepaniak  | Mini Cooper Works WRC         | Lotos Team WRC              | WRC    |
| 21 | Martin Prokop        | Michal Ernst        | Ford Fiesta RS WRC            | Jipocar Czech National Team | WRC    |
| 22 | Xavier Panseri       | Bryan Bouffier      | Citroën DS3 WRC               | Bryan Bouffier              | WRC    |
| 24 | Julien Maurin        | Nicolas Klinger     | Ford Fiesta RS WRC            | Julien Maurin               | WRC    |
| 31 | Esapekka Lappi       | Janne Ferm          | Škoda Fabia S2000             | Škoda Motorsport            | WRC-2  |
| 32 | Sepp Wiegand         | Frank Christian     | Škoda Fabia S2000             | Škoda Auto Deutschland      | WRC-2  |
| 33 | Armin Kremer         | Klaus Wicha         | Subaru Impreza                | Stohl Racing                | WRC-2  |
| 34 | Luca Betti           | Francesco Pezzoli   | Peugeot 207 S2000             | Symtech Racing              | WRC-2  |
| 36 | Rashid al Ketbi      | Karina Hepperle     | Škoda Fabia S2000             | Skydive Dubai Rally Team    | WRC-2  |
| 37 | Lorenzo Bertelli     | Lorenzo Granai      | Subaru Impreza                | Lorenzo Bertelli            | WRC-2  |
| 38 | Ricardo Triviño      | Àlex Haro           | Mitsubishi Lancer Evolution X | Moto Club Igualda           | WRC-2  |
| 39 | Yuriy Protasov       | Kuldar Sikk         | Subaru Impreza                | Symtech Racing              | WRC-2  |
| 51 | Sébastien Chardonnet | Thibault de la Haye | Citroën DS3 R3T               | Sébastien Chardonnet        | WRC-3  |
| 52 | Quentin Gilbert      | Isabelle Galmiche   | Citroën DS3 R3T               | Quentin Gilbert             | WRC-3  |
| 53 | Renaud Poutot        | Ludovic Viragh      | Citroën DS3 R3T               | Saintéloc Racing            | WRC-3  |

| Icon  | Klasse                                                            |
| ----- | ----------------------------------------------------------------- |
| WRC   | WRC Werksteams und um Herstellerpunkte eingetragene Privatteams   |
| WRC   | Werksteams und um nicht Herstellerpunkte eingetragene Privatteams |
| WRC-2 | Gemeldet für WRC-2                                                |
| WRC-3 | Gemeldet für WRC-3                                                |

## Klassifikationen

### Endresultat
| Rang   | Fahrer               | Beifahrer           | Team                        | Auto                  | Zeit      | Rückstand | Punkte |     |
| WRC    | WRC                  | WRC                 | WRC                         | WRC                   | WRC       | WRC       | WRC    | WRC |
| ------ | -------------------- | ------------------- | --------------------------- | --------------------- | --------- | --------- | ------ | --- |
| 1      | Sébastien Loeb       | Daniel Elena        | Citroën Total Abu Dhabi WRT | Citroën DS3 WRC       | 5:18:57.2 | 00:00.0   | 25     |     |
| 2      | Sébastien Ogier      | Julien Ingrassia    | Volkswagen Motorsport       | Volkswagen Polo R WRC | 5:20:37.1 | 01:39.9   | 18     |     |
| 3      | Dani Sordo           | Carlos del Barrio   | Abu Dhabi Citroën Total WRT | Citroën DS3 WRC       | 5:22:46.2 | 03:49.0   | 15     |     |
| 4      | Mikko Hirvonen       | Jarmo Lehtinen      | Citroën Total Abu Dhabi WRT | Citroën DS3 WRC       | 5:24:23.5 | 05:26.3   | 12     |     |
| 5      | Bryan Bouffier       | Xavier Panseri      | Bryan Bouffier              | Citroën DS3 WRC       | 5:27:10.3 | 08:13.1   | 10     |     |
| 6      | Mads Østberg         | Jonas Andersson     | Qatar M-Sport WRT           | Ford Fiesta RS WRC    | 5:31:00.9 | 12:03.7   | 8      |     |
| 7      | Martin Prokop        | Michal Ernst        | Jipocar Czech National Team | Ford Fiesta RS WRC    | 5:42:24.5 | 23:27.3   | 6      |     |
| 8      | Sepp Wiegand         | Frank Christian     | Škoda Auto Deutschland      | Škoda Fabia S2000     | 5:48:31.7 | 29:34.5   | 4      |     |
| 9      | Olivier Burri        | André Saucy         | Olivier Burri               | Peugeot 207 S2000     | 5:54:35.4 | 35:38.2   | 2      |     |
| 10     | Michał Kościuszko    | Maciej Szczepaniak  | Lotos Team WRC              | Mini Cooper Works WRC | 5:55:25.2 | 36:28.0   | 1      |     |
| WRC2   |                      |                     |                             |                       |           |           |        |     |
| 1 (8)  | Sepp Wiegand         | Frank Christian     | Škoda Auto Deutschland      | Škoda Fabia S2000     | 5:48:31.7 | 00:00.0   | 25     |     |
| 2 (11) | Armin Kremer         | Klaus Wicha         | Stohl Racing                | Subaru Impreza STi    | 5:56:57.5 | 08:25.8   | 18     |     |
| 3 (12) | Yuriy Protasov       | Kuldar Sikk         | Symtech Racing              | Subaru Impreza STi    | 5:59:53.0 | 11:21.3   | 15     |     |
| WRC3   |                      |                     |                             |                       |           |           |        |     |
| 1 (13) | Sébastien Chardonnet | Thibault de la Haye | Sébastien Chardonnet        | Citroën DS3 R3T       | 6:04:28.2 | 00:00.0   | 25     |     |

Insgesamt wurden 45 von 73 gemeldeten Fahrzeugen klassiert.

### Wertungsprüfungen
Die 18. und letzte Wertungsprüfung musste abgesagt werden. Die WP war vorgesehen für die Power-Stage, daher gab es keine zusätzlichen WM-Punkte.
| Tag                                      | WP                                             | Name                     | Länge    | Start MEZ       | Gewinner          | Beifahrer             | Auto                  | Zeit        | Ø km/h | Leader          |
| ---------------------------------------- | ---------------------------------------------- | ------------------------ | -------- | --------------- | ----------------- | --------------------- | --------------------- | ----------- | ------ | --------------- |
| 15. Jan.                                 | SH                                             | Shakedown                | 3,58 km  | 08:00           | Thierry Neuville  | Nicolas Gilsoul       | Ford Fiesta RS WRC    | 02:26.1     | n/a    |                 |
| Tag 1 16. Jan.                           | WP1                                            | Le Moulinon—Antraigues 1 | 37,10 km | 09:03           | Sébastien Ogier   | Julien Ingrassia      | Volkswagen Polo R WRC | 27:31.8     | 80,89  | Sébastien Ogier |
| Tag 1 16. Jan.                           | WP2                                            | Burzet—St. Martial 1     | 30,60 km | 10:21           | Sébastien Loeb    | Daniel Elena          | Citroën DS3 WRC       | 25:02.7     | 73,34  | Sébastien Loeb  |
| Tag 1 16. Jan.                           | Service Park Valence 12:46 Uhr (30 Min)        |                          |          |                 |                   |                       |                       |             |        | Sébastien Loeb  |
| Tag 1 16. Jan.                           | WP3                                            | Le Moulinon—Antraigues 2 | 37,10 km | 14:21           | Sébastien Loeb    | Daniel Elena          | Citroën DS3 WRC       | 25:16.2     | 88,09  | Sébastien Loeb  |
| Tag 1 16. Jan.                           | WP4                                            | Burzet—St. Martial 2     | 30,60 km | 15:39           | Sébastien Loeb    | Daniel Elena          | Citroën DS3 WRC       | 21:54.6     | 83,80  | Sébastien Loeb  |
| Tag 1 16. Jan.                           | Service Park Valence 17:52 Uhr (45 Min)        |                          |          |                 |                   |                       |                       |             |        | Sébastien Loeb  |
| Tag 2 17. Jan.                           |                                                |                          |          |                 |                   |                       |                       |             |        | Sébastien Loeb  |
| Service Park Valence 07:55 Uhr (15 Min)  |                                                |                          |          |                 |                   |                       |                       |             |        | Sébastien Loeb  |
| WP5                                      | Labatie d'Andaure—Lalouvesc 1                  | 19,08 km                 | 09:33    | Sébastien Ogier | Julien Ingrassia  | Volkswagen Polo R WRC | 14:22.3               | 79,68       |        | Sébastien Loeb  |
| WP6                                      | St. Bonnet—St. Julien Molhesabate—St. Bonnet 1 | 25,45 km                 | 10:14    | Evgeny Novikov  | Ilka Minor        | Ford Fiesta RS WRC    | 18:02.8               | 84,67       |        | Sébastien Loeb  |
| WP7                                      | Lamastre—Gilhoc—Alboussiere 1                  | 21,72 km                 | 11:37    | Evgeny Novikov  | Ilka Minor        | Ford Fiesta RS WRC    | 17:07.5               | 76,13       |        | Sébastien Loeb  |
| Service Park Valence 12:57 Uhr (30 Min)  |                                                |                          |          |                 |                   |                       |                       |             |        | Sébastien Loeb  |
| WP8                                      | Labatie d'Andaure—Lalouvesc 2                  | 19,08 km                 | 14:50    | Sébastien Loeb  | Daniel Elena      | Citroën DS3 WRC       | 13:10.1               | 86,95       |        | Sébastien Loeb  |
| WP9                                      | St. Bonnet—St. Julien Molhesabate—St. Bonnet 2 | 25,45 km                 | 15:31    | Juho Hänninen   | Tomi Tuominen     | Ford Fiesta RS WRC    | 17:33.2               | 86,99       |        | Sébastien Loeb  |
| WP10                                     | Lamastre—Gilhoc—Alboussiere 2                  | 21,72 km                 | 16:54    | Sébastien Loeb  | Daniel Elena      | Citroën DS3 WRC       | 15:43.0               | 82,55       |        | Sébastien Loeb  |
| Service Park Valence 18:12 Uhr (45 Min)  |                                                |                          |          |                 |                   |                       |                       |             |        | Sébastien Loeb  |
| Tag 3 18. Jan.                           |                                                |                          |          |                 |                   |                       |                       |             |        | Sébastien Loeb  |
| Service Park Valence 07:50 Uhr (15 Min)  |                                                |                          |          |                 |                   |                       |                       |             |        | Sébastien Loeb  |
| WP11                                     | St. Jean-en-Royans—La Cime du Mas              | 33,19 km                 | 09:08    | Sébastien Loeb  | Daniel Elena      | Citroën DS3 WRC       | 20:17.9               | 98,17       |        | Sébastien Loeb  |
| Service Park Valence 11:23 Uhr (30 Min)  |                                                |                          |          |                 |                   |                       |                       |             |        | Sébastien Loeb  |
| WP12                                     | St. Nazaire le Desert—La Motte Chalancon       | 22,11 km                 | 13:31    | Mads Østberg    | Jonas Andersson   | Ford Fiesta RS WRC    | 15:29.5               | 87,56       |        | Sébastien Loeb  |
| WP13                                     | Sisteron—Thoard                                | 36,70 km                 | 15:29    | Sébastien Loeb  | Daniel Elena      | Citroën DS3 WRC       | 24:17.9               | 90,67       |        | Sébastien Loeb  |
| Tag 4 19. Jan.                           |                                                |                          |          |                 |                   |                       |                       |             |        | Sébastien Loeb  |
| Service Park Monaco 13:15 Uhr (45+3 Min) |                                                |                          |          |                 |                   |                       |                       |             |        | Sébastien Loeb  |
| WP14                                     | Moulinet—La Bollene Vesubie 1                  | 23,45 km                 | 15:11    | Bryan Bouffier  | Xavier Panseri    | Citroën DS3 WRC       | 23:56.9               | 58,75       |        | Sébastien Loeb  |
| WP15                                     | Lantosque—Lucéram 1                            | 30,60 km                 | 15:54    | Dani Sordo      | Carlos del Barrio | Citroën DS3 WRC       | 15:02.7               | 122,12      |        | Sébastien Loeb  |
| WP16                                     | Moulinet—La Bollene Vesubie 2                  | 23,45 km                 | 17:12    | Sébastien Loeb  | Daniel Elena      | Citroën DS3 WRC       | 22:08.8               | 63,56       |        | Sébastien Loeb  |
| Service Park Monaco 19:17 Uhr (30+3 Min) |                                                |                          |          |                 |                   |                       |                       |             |        | Sébastien Loeb  |
| WP17                                     | Moulinet—La Bollene Vesubie 3                  | 23,45 km                 | 20:58    | WP abgesagt     | WP abgesagt       | WP abgesagt           | WP abgesagt           | WP abgesagt |        | Sébastien Loeb  |
| WP18                                     | Lantosque—Lucéram 2 (Power-Stage)              | 18,95 km                 | 21:41    | WP abgesagt     | WP abgesagt       | WP abgesagt           | WP abgesagt           | WP abgesagt |        | Sébastien Loeb  |
| Service Park Monaco 22:56 Uhr (10+3 Min) |                                                |                          |          |                 |                   |                       |                       |             |        | Sébastien Loeb  |

### Gewinner Wertungsprüfungen
| WP                     | Anzahl | Fahrer          | Auto                  |
| ---------------------- | ------ | --------------- | --------------------- |
| 2–4, 8, 10, 11, 13, 16 | 8      | Sébastien Loeb  | Citroën DS3 WRC       |
| 1, 5                   | 2      | Sébastien Ogier | Volkswagen Polo R WRC |
| 6, 7                   | 2      | Jewgeni Nowikow | Ford Fiesta RS WRC    |
| 14                     | 1      | Bryan Bouffier  | Citroën DS3 WRC       |
| 9                      | 1      | Juho Hänninen   | Ford Fiesta RS WRC    |
| 12                     | 1      | Mads Østberg    | Ford Fiesta RS WRC    |
| 15                     | 1      | Dani Sordo      | Citroën DS3 WRC       |

### Fahrer-WM nach der Rallye
| Pos. | Fahrer          | Punkte |
| ---- | --------------- | ------ |
| 1    | Sébastien Loeb  | 25     |
| 2    | Sébastien Ogier | 18     |
| 3    | Dani Sordo      | 15     |
| 4    | Mikko Hirvonen  | 12     |
| 5    | Bryan Bouffier  | 10     |

### Team-Weltmeisterschaft
| Pos. | Team                  | Punkte |
| ---- | --------------------- | ------ |
| 1    | Citroën WRT           | 37     |
| 2    | Volkswagen Motorsport | 18     |
| 3    | AD Citroën WRT        | 15     |
| 4    | M-Sport WRT           | 10     |